# Dahlem (Renânia do Norte-Vestfália)
Nota: Para outros significados de Dahlem, ver (Dahlem, desambiguação)
Dahlem é um município da Alemanha, localizado no distrito de  Euskirchen, Renânia do Norte-Vestfália.

## Geografia
Dahlem está localizado na região norte de Eifel no High Fens - Eifel Nature Park entre Blankenheim no nordeste e Stadtkyll no sudoeste. O Kyll atravessa a região do Glaadtbach. Os Heidenköpfe ficam na floresta Ripsdorfer, a leste.

## História
Achados de tijolos quebrados da época romana (50 a.C. a 400 d.C.) foram feitos perto da estrada romana Trier-Neuss, a leste dos chamados "tumuli". No corredor "Im Leger" foram descobertos túmulos de cremação com bens funerários.

Dahlem foi mencionado pela primeira vez como dalaheim em uma escritura de doação emitida em Aachen em latim pelo nobre senhor Otbert, datada de 20 de janeiro de 867:
"E assim o Otbert anteriormente mencionado deu (nos) à nossa propriedade real [...] em Eifelgau, na aldeia de Dahlem, uma pequena fazenda e no distrito desta aldeia uma área de campo onde 100 cascos podem ser cultivados e (um floresta) onde 1 000 porcos podem ser engordados. Mas esta floresta fica entre Schmidtheim e Baasen.
Dahlem ainda era conhecido como Dalheim no século XIX. O nome é derivado de "Talheim". Como parte da reforma da área municipal em 1º de julho de 1969, os antigos municípios de Baasem, Berk, Kronenburg e Schmidtheim foram incorporados. A sede administrativa fica em Schmidtheim.